# Bakal (Rusko)
Bakal (rusky Бакал) je město v Čeljabinské oblasti v Ruské federaci. Při sčítání lidu v roce 2010 měl bezmála jednadvacet obyvatel.

## Poloha
Bakal leží na západní straně Jižního Uralu. Od Čeljabinsku, správního střediska oblasti, je vzdálen přibližně 260 kilometrů západně.
Do města vede 52 kilometrů dlouhá trať přes Satku do stanice Berďauš na jižní větvi Transsibiřské magistrály Moskva – Samara – Čeljabinsk – Omsk. Několik kilometrů jižně od města vede dálnice M5 Ural v podobném směru.

## Dějiny

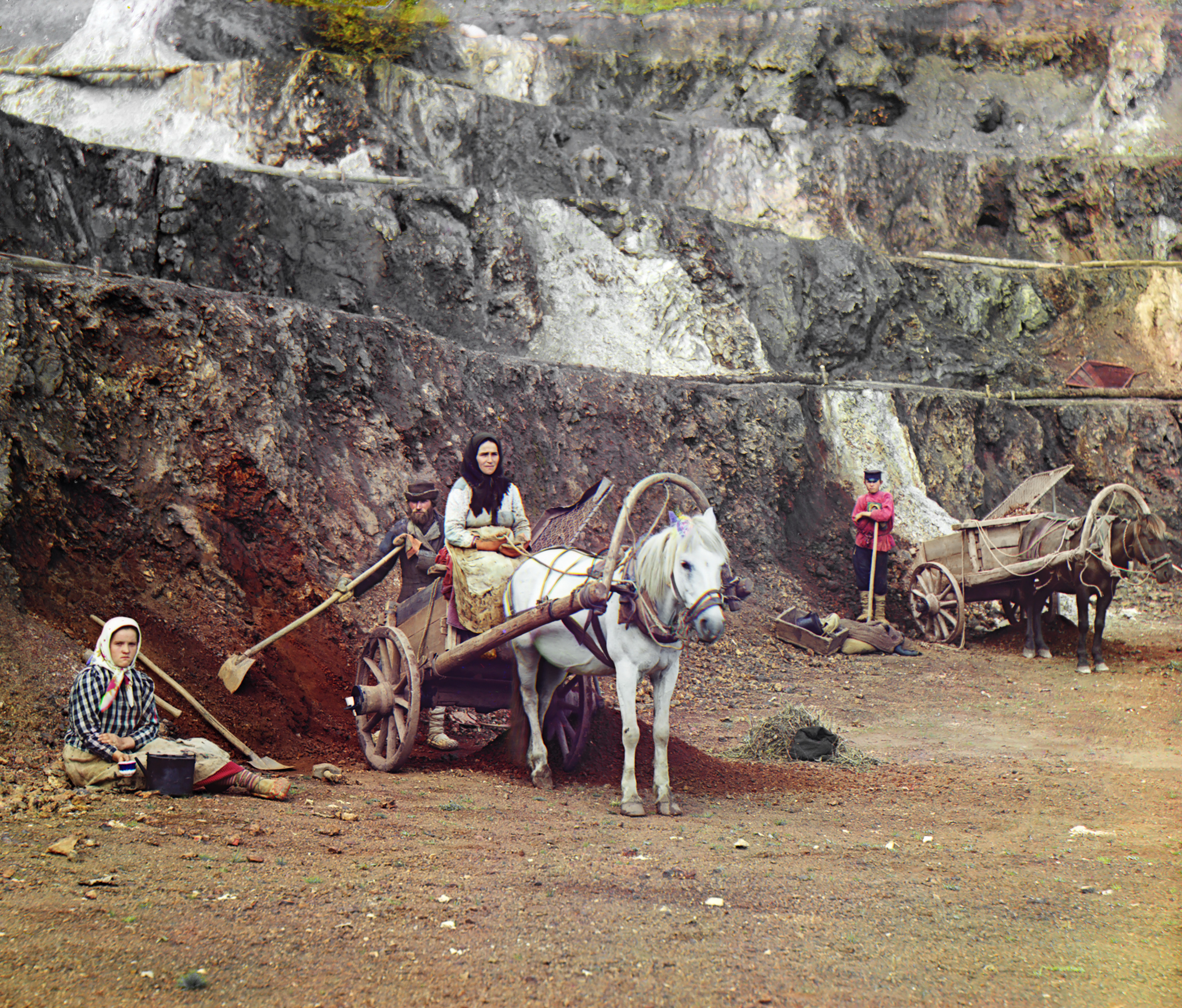
Práce v bakalském dole v roce 1910 na fotografii Sergeje Prokudina-Gorského

Bakal vznikl v roce 1757 jako hornická osada u ložisek železné rudy. Městem je od roku 1951.

### Rodáci
- Rajisa Vasylivna Bohatyrovová (* 1953), ukrajinská politička

## Hospodářství
Bakal je nadále především střediskem těžby železné rudy. Je zde několik povrchových a hlubinných dolů. Dále zde působí strojírenské podniky specializované na těžební technologie a také podniky pracující se štěrkopísky.

## Kultura
Zdejší vlastivědné muzeum se specializuje zejména na zdejší historii těžby.